# Humansville
Humansville é uma cidade localizada no estado americano de Missouri, no Condado de Polk.

## Demografia
Segundo o censo americano de 2000, a sua população era de 946 habitantes.
Em 2006, foi estimada uma população de 1001, um aumento de 55 (5.8%).

## Geografia
De acordo com o United States Census Bureau tem uma área de
3,1 km², dos quais 3,1 km² cobertos por terra e 0,0 km² cobertos por água. Humansville localiza-se a aproximadamente 344 m acima do nível do mar.

## Localidades na vizinhança
O diagrama seguinte representa as localidades num raio de 20 km ao redor de Humansville.